# أسدلي (ألاداغ)
أسدلي (بالفارسية: اسدلی) هي مستوطنة تقع في إيران في قسم ألاداغ الريفي. يقدر عدد سكانها بـ 292 نسمة بحسب إحصاء 2016.